# 賽義德·納西爾·阿里·沙阿
赛义德·纳西尔·阿里·沙阿 (羅馬化：Syed Nasir Ali Shah，1946年9月16日—），巴基斯坦政治人物，巴基斯坦奎达的哈扎拉人，什叶派穆斯林。
2010年4月16日，在一次针对他的自杀式炸弹襲擊中受重伤，那次襲擊造成多人伤亡，他的儿子受重伤。2011年10月6日，他在伊斯兰堡巴基斯坦國民议会外帶領反對者举行罢工，同时抵制一次会议，抗议人民党领导的政府显然无法遏制俾路支省持续不断的宗派衝突和對哈扎拉人的迫害。后来，反对派巴基斯坦穆斯林联盟（謝里夫派）的成员也加入了他的行列。 他与人民黨成員拉赫曼·马利克举行了会谈，在会谈中，他要求制定一个结束奎达宗派杀戮的坚实计划，并呼吁彻底解散巴基斯坦俾路支省政府，他认为俾路支省政府完全未能维持该省的法律和秩序。
他的父亲哈吉·赛义德·侯赛因·哈扎拉也是一名政治人物和领导人。